# Yeso Amalfi
Pour les articles homonymes, voir Amalfi.
Yeso Amalfi, né le 6 décembre 1925 à São Paulo et mort le 10 mai 2014,,, est un footballeur brésilien qui évoluait au poste d'attaquant.

## Biographie
Arrivé de Palmeiras à Nice, Amalfi a marqué l'histoire du club azuréen par ses performances et son caractère. Attaquant élégant, dribbleur hors pair grand spécialiste des coups du foulard, il disputa 17 matches de D1 pour cinq buts. Ses performances ont été déterminantes pour la conquête du premier titre de champion du club. Joueur de grande classe, Amalfi a également marqué Nice par ses frasques, sa fantaisie, son attitude détonante pour l'époque. La légende raconte qu'il choisissait les matches qu'il désirait jouer.

## Carrière
- 1943-1948 : São Paulo Futebol Clube
- 1948-1949 : Boca Juniors
- 1949-1950 : Peñarol
- 1950 : Palmeiras
- 1950-1951 : OGC Nice
- 1951-1952 : Torino FC
- 1952-déc. 1952 : AS Monaco
- déc. 1952-1955 : RC Paris
- 1955-déc. 1957 : Red Star
- déc. 1957-oct. 1958 : Olympique de Marseille
- oct. 1958-1959 : CA Paris

## Palmarès
- Champion d'Uruguay 1949 — Peñarol
- Champion de France 1951 — OGC Nice[5]

## Sources
- Guide "Football 55" de L'Équipe, p.156
- M. Barreaud, Dictionnaire des footballeurs étrangers du championnat professionnel français (1932-1997), Paris, L'Harmattan, 1998, p. 112
- Yvan Gastaut, « Yeso Amalfi (1950-51) », Hommes et migrations [En ligne], no 1285,‎ 2010 (lire en ligne)